# Fischbacherberg
Der Fischbacherberg ist ein 371,2 m hoher Berg im Stadtgebiet Siegens in Nordrhein-Westfalen. Der Berg liegt etwa 2 bis 2,5 km westlich des Stadtzentrums am Siegberg.
Die Spitze des Fischbacherberges ist unbebaut. Süd- und Osthang tragen größtenteils ein Wohngebiet, neben dem am Osthang das Berufskolleg für Wirtschaft und Verwaltung unterhalb der Waldgrenze liegt. Am Bergansatz im Tal liegt das Berufskolleg für Technik Siegen sowie ein Parkhaus und ein Buswendeplatz. Unterhalb des Berges führt die Hüttentalstraße vorbei, teils durch den Ziegenbergtunnel durch den Berg selbst. Am Südhang des Fischbacherbergs liegt der Emmy-Noether-Campus der Universität Siegen.
Zwischen dem Berg und dem benachbarten, 346 m hohen Wellersberg führt die L562 oder Freudenberger Straße vorbei, die Freudenberg mit Siegen verbindet.
Am Berg gab es die Gruben Ausdauer, Hohe Aussicht, Friedericke (stillgelegt 1858) und Philippsfreude.